# Przykop (jezioro w powiecie giżyckim)
Przykop – jezioro w woj. warmińsko-mazurskim, w pow. giżyckim, w gminie Miłki.

## Położenie
Jezioro leży na Pojezierzu Mazurskim, w mezoregionie Wielkich Jezior Mazurskich, w dorzeczu Pisa–Narew–Wisła. Jezioro jest oddalone od Orzysza 8 km na północ, od Danowa 1 km na południowy wschód. Poprzez rów połączone jest z Jeziorem Długim.
Przykop jest typowym przykładem zbiornika mezotroficznego, w zaawansowanym stadium zarastania. Z tego powodu istnieje propozycja, aby jezioro Przykop objąć ochroną w formie użytku ekologicznego. Jezioro Przykop jak większość jezior na ziemi orzyskiej powstało na skutek wytopienia brył martwego lodu.
Brzegi są płaskie i łagodne. W otoczeniu znajdują się lasy.
Zbiornik wodny według typologii rybackiej jezior zalicza się do linowo-szczupakowych.
Jezioro leży na terenie obwodu rybackiego jeziora Długie w zlewni rzeki Pisa – nr 18. Znajduje się na terenie Obszaru Chronionego Krajobrazu Jezior Orzyskich o łącznej powierzchni 21 153,0 ha.

## Morfometria
Według danych Instytutu Rybactwa Śródlądowego powierzchnia zwierciadła wody jeziora wynosi 12,7 ha. Średnia głębokość zbiornika wodnego to 1,5 m, a maksymalna – 5,0 m. Lustro wody znajduje się na wysokości 135,1 m n.p.m. Objętość jeziora wynosi 198,1 tys. m³. Maksymalna długość jeziora to 500 m a szerokość 420 m. Długość linii brzegowej wynosi 1500 m.
Inne dane uzyskano natomiast poprzez planimetrię jeziora na mapach w skali 1:50 000 według Państwowego Układu Współrzędnych 1965, zgodnie z poziomem odniesienia Kronsztadt. Otrzymana w ten sposób powierzchnia zbiornika wodnego to 12,5 ha.